# Comté de Limestone (Alabama)
Pour les articles homonymes, voir Limestone et Comté de Limestone.
Le comté de Limestone est un comté  des États-Unis, situé dans l'État  de l'Alabama.

## Démographie
| 1820  | 1830   | 1840   | 1850   | 1860   | 1870   |
| ----- | ------ | ------ | ------ | ------ | ------ |
| 9 871 | 14 807 | 14 374 | 16 483 | 15 306 | 15 017 |

| 1880   | 1890   | 1900   | 1910   | 1920   | 1930   |
| ------ | ------ | ------ | ------ | ------ | ------ |
| 21 600 | 21 201 | 22 387 | 26 880 | 31 341 | 36 629 |

| 1940   | 1950   | 1960   | 1970   | 1980   | 1990   |
| ------ | ------ | ------ | ------ | ------ | ------ |
| 35 642 | 35 766 | 36 513 | 41 699 | 46 005 | 54 135 |

| 2000   | 2010   | - | - | - | - |
| ------ | ------ | - | - | - | - |
| 65 676 | 82 782 | - | - | - | - |